# PMFC Stadion
PMFC Stadion – stadion piłkarski znajdujący się w Peczu na Węgrzech. Mecze rozgrywa na nim drużyna Pécsi MFC. Stadion został wybudowany w 1955 roku i ma siedem tysięcy miejsc. W 2008 roku stadion przeszedł gruntowną modernizację.